# Rhaphidophora dahlii
Rhaphidophora dahlii är en kallaväxtart som beskrevs av Adolf Engler. Rhaphidophora dahlii ingår i släktet Rhaphidophora och familjen kallaväxter. Inga underarter finns listade.